# Mistrzostwa Europy w Biegach Przełajowych 2018
25. Mistrzostwa Europy w Biegach Przełajowych – zawody lekkoatletyczne w biegach przełajowych, które odbyły się 9 grudnia 2018 w mieście Tilburg w Holandii.

## Rezultaty

### Mężczyźni
| Konkurencja:                 | 1. miejsce                                                        | Rezultat | 2. miejsce                                                        | Rezultat | 3. miejsce                                                       | Rezultat |
| Seniorzy                     | Filip Ingebrigtsen                                                | 28:49    | Isaac Kimeli                                                      | 28:52    | Aras Kaya                                                        | 28:56    |
| Seniorzy – drużynowo         | Turcja · Aras Kaya · Kaan Kigen Özbilen · Polat Kemboi Arıkan     | 14 pkt.  | Wielka Brytania · Marc Scott · Kristian Jones · Dewi Griffiths    | 34 pkt.  | Włochy · Yemaneberhan Crippa · Daniele Meucci · Nekagenet Crippa | 37 pkt.  |
| Młodzieżowcy U23             | Jimmy Gressier                                                    | 23:37    | Samuel Fitwi                                                      | 23:45    | Hugo Hay                                                         | 23:48    |
| Młodzieżowcy U23 – drużynowo | Francja · Jimmy Gressier · Hugo Hay · Fabien Palcau               | 11 pkt.  | Wielka Brytania · Patrick Dever · Emile Cairess · Mahamed Mahamed | 30 pkt.  | Hiszpania · Tariku Novales · Adrián Ben · Amin Houkmi            | 42 pkt.  |
| Juniorzy                     | Jakob Ingebrigtsen                                                | 18:00    | Ouassim Oumaiz                                                    | 18:09    | Elzan Bibić                                                      | 18:11    |
| Juniorzy – drużynowo         | Norwegia · Jakob Ingebrigtsen · Simen Halle Haugen · Håkon Stavik | 28 pkt.  | Wielka Brytania · Jake Heyward · Isaac Akers · Mathew Willis      | 30 pkt.  | Niemcy · Mohamed Mohumed · Nick Jäger · Dominik Müller           | 38 pkt.  |

### Kobiety
| Konkurencja:                 | 1. miejsce                                                     | Rezultat | 2. miejsce                                                           | Rezultat | 3. miejsce                                                    | Rezultat |
| Seniorki                     | Yasemin Can                                                    | 26:05    | Fabienne Schlumpf                                                    | 26:06    | Karoline Bjerkeli Grøvdal                                     | 26:07    |
| Seniorki – drużynowo         | Holandia · Susan Krumins · Jip Vastenburg · Maureen Koster     | 20 pkt.  | Wielka Brytania · Charlotte Arter · Melissa Courtney · Pippa Woolven | 24 pkt.  | Niemcy · Elena Burkard · Fabienne Amrhein · Caterina Granz    | 50 pkt.  |
| Młodzieżowcy U23             | Anna Emilie Møller                                             | 20:34    | Anna Gehring                                                         | 20:36    | Weronika Pyzik                                                | 20:46    |
| Młodzieżowcy U23 – drużynowo | Niemcy · Anna Gehring · Miriam Dattke · Lisa Tertsch           | 22 pkt.  | Hiszpania · Célia Antón · Carmela Cardama · Marta García             | 25 pkt.  | Wielka Brytania · Amy Griffiths · Poppy Tank · Abbie Donnelly | 33 pkt.  |
| Juniorki                     | Nadia Battocletti                                              | 13:46    | Delia Sclabas                                                        | 13:47    | İnci Kalkan                                                   | 13:48    |
| Juniorki – drużynowo         | Wielka Brytania · Amelia Quirk · Khahisa Mhlanga · Grace Brock | 23 pkt.  | Holandia · Jasmijn Lau · Famke Heinst · Roos Blokhuis                | 28 pkt.  | Turcja · İnci Kalkan · Emine Akbingöl · Derya Kunur           | 39 pkt.  |

### Sztafeta mieszana
| Konkurencja:                            | 1. miejsce                                                                 | Rezultat | 2. miejsce                                                                                     | Rezultat | 3. miejsce                                                                     | Rezultat |
| Seniorzy i seniorki – sztafeta mieszana | Hiszpania · Saúl Ordóñez · Esther Guerrero · Víctor Ruiz · Solange Pereira | 16:10    | Francja · Alexis Miellet · Rénelle Lamote · Mahiedine Mekhissi-Benabbad · Johanna Geyer-Carles | 16:12    | Białoruś · Arciom Łochisz · Iłona Iwanau · Siarhiej Płatonau · Wołcha Nemachai | 16:21    |

## Klasyfikacja medalowa
| Miejsce | Kraj            | Złoto | Srebro | Brąz | Razem |
| 1.      | Norwegia        | 3     | 0      | 1    | 4     |
| 2.      | Francja         | 2     | 1      | 1    | 4     |
| 3.      | Turcja          | 2     | 0      | 3    | 5     |
| 4.      | Wielka Brytania | 1     | 4      | 1    | 6     |
| 5.      | Niemcy          | 1     | 2      | 2    | 5     |
| 6.      | Hiszpania       | 1     | 2      | 1    | 4     |
| 7.      | Holandia        | 1     | 1      | 0    | 2     |
| 8.      | Włochy          | 1     | 0      | 1    | 2     |
| 9.      | Dania           | 1     | 0      | 0    | 1     |
| 10.     | Szwajcaria      | 0     | 2      | 0    | 2     |
| 11.     | Belgia          | 0     | 1      | 0    | 1     |
| 12.     | Białoruś        | 0     | 0      | 1    | 1     |
| 12.     | Polska          | 0     | 0      | 1    | 1     |
| 12.     | Serbia          | 0     | 0      | 1    | 1     |
| Razem   | Razem           | 13    | 13     | 13   | 39    |